# バラード第1番 (リスト)
バラード第1番（Ballade für Pianoforte） 変ニ長調 S.170は、フランツ・リストが1845年から1848年にかけて作曲したピアノのためのバラード。

## 概要
1849年にキストナー社より出版され、オイゲン・ヴィトゲンシュタイン公爵に献呈された。公爵はバラード第2番の献呈を受けたカール・フォン・ライニンゲン伯爵の義理の兄である。
1849年にパリのメイソニエ社（Meissonnier）から出版された楽譜には「十字軍の歌」（Le Chant du Croisé）という副題が付されていた。これが作曲者自身による命名であるかどうかは定かではないものの、作品の内容を考察する上で一考の価値ある情報といえる。曲は平明な構成と明るい調子で貫かれている。

## 演奏時間
約7-8分。

## 楽曲構成
三部形式。曲はまず4/4拍子で調号のない前奏曲（Preludio）と題された序奏に開始する。ピアニストのレスリー・ハワードはゆったりと上昇する開始部分について、ショパンのバラード第1番の影響が明らかであると指摘している。変ニ長調へ移行し、3/4拍子、アンダンティーノ・コン・センティメントとなって譜例1が出される。この主題は変イ長調で書かれた過去の作品から流用されたものである可能性がある。
譜例1
譜例1が様々に形を変えて奏されると中間部の行進曲に入る（譜例2）。
譜例2
行進曲が華麗に奏されると変ニ長調で譜例1が回帰し、繊細に主題を装飾していく。最後はピウ・アニマートとなって勢いを高めながら一気に曲を結ぶ。